# Druhá válka o Kappel
Druhá válka o Kappel byla občanská válka ve Švýcarsku, krátký válečný konflikt mezi katolickými a protestantskými kantony, který proběhl v říjnu 1531. Jeho výsledkem byla porážka protestantských kantonů, nové uspořádání Švýcarska a přes tři sta let trvající dominance katolických kantonů v zemi.

## Příčiny války

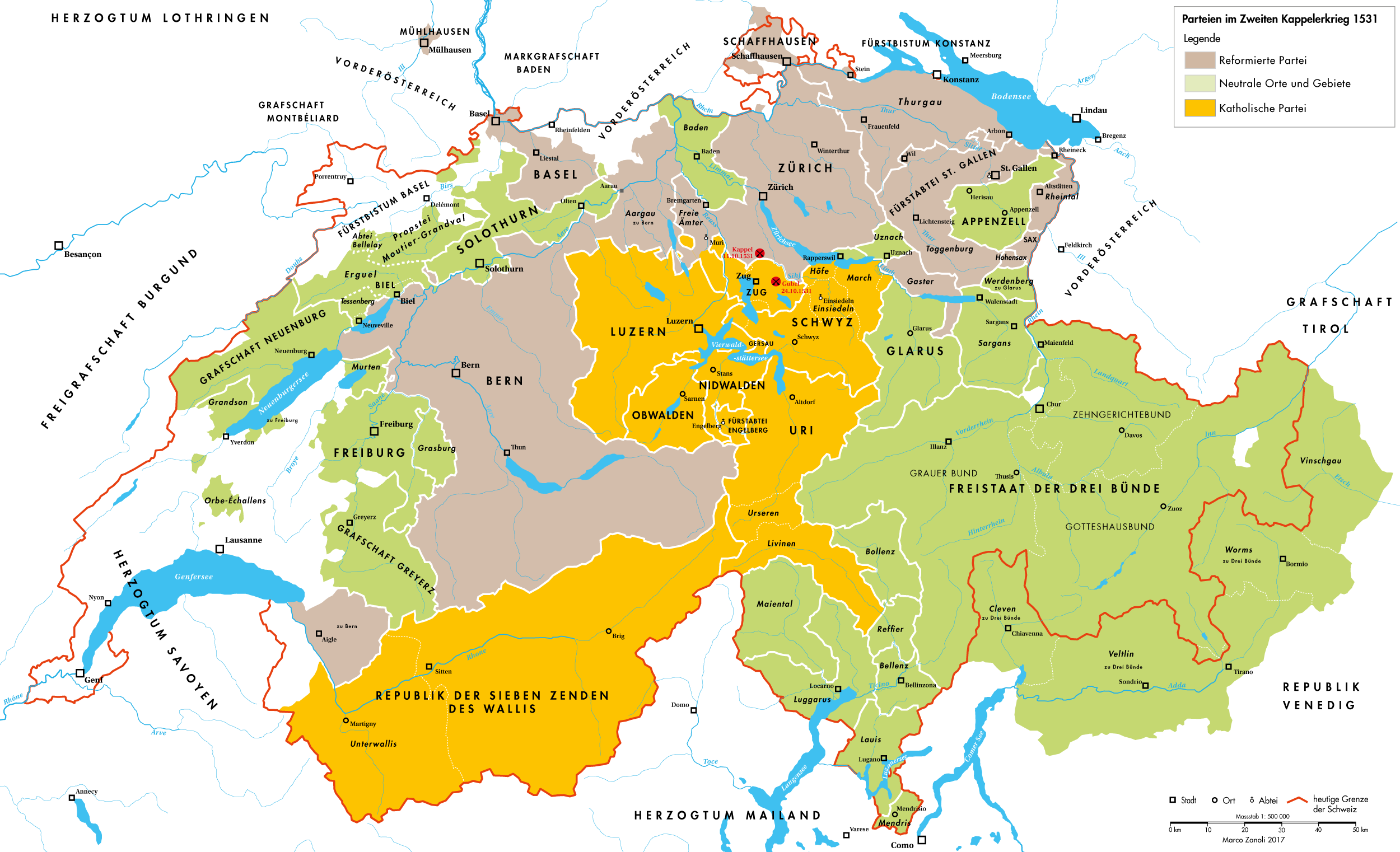
Druhá válka o Kappel

Válku vyprovokovaly protestantské kantony, které vyhlásily embargo a izolaci pěti katolických kantonů, což měl být trest za zradu, které se tyto kantony měly dopustit tím, že nepodpořily válku protestantských Tří lig s milánským vévodstvím. Katolické kantony se nejprve snažily vyjednávat, nicméně nedosáhly ničeho, protože protestantské kantony se cítily silnější a hodlaly si vymoci pro sebe výhodnější uspořádání země. Katolické kantony, které embargo ekonomicky těžce poškozovalo, se proto rozhodly vymoci si jeho zrušení silou.

## Bojové operace

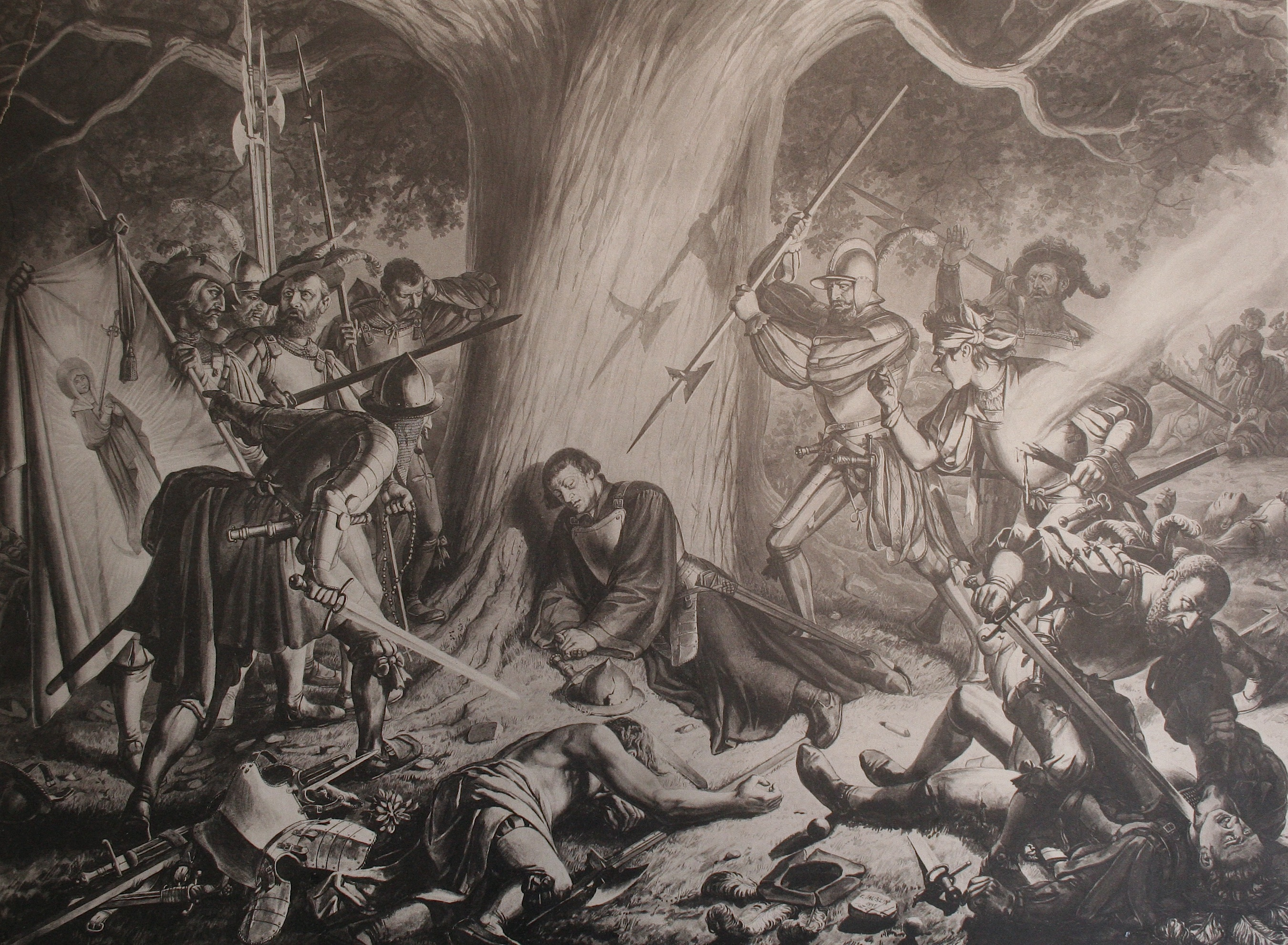
Smrt Zwingliho u Kappelu

Průběh války byl krátký a velmi jednoznačný. 9. října katolické kantony vyhlásily válku kantonu Curych a o dva dny později jejich spojené síly zaskočily a rozdrtily curyšské vojsko u Kappelu dříve, než mohlo být posíleno svými protestantskými spojenci. V bitvě navíc zahynul i hlavní vůdce protestantů Ulrich Zwingli a řada jeho významných spolupracovníků, což těžce podlomilo morálku protestantských jednotek.
Spojené protestantské síly se sice ještě pokusily o protiofenzívu, při níž chtěly odříznout hlavní katolickou armádu od její domoviny, ale jejich tažení vázlo na laxnosti a úpadku disciplíny a nakonec byly 24. října zaskočeny a drtivě poraženy početně výrazně slabším katolickým oddílem u hory Gubel. Tato ostudná porážka dokonala rozklad protestantské strany, která pro těžké ztráty, úpadek morálky svých mužů a masové dezerce zcela ztratila schopnost vést aktivní vojenské operace a musela přistoupit na mírová jednání.

## Důsledky války
Důsledkem zcela jednoznačné porážky protestantských kantonů byla rekatolizace některých menších oblastí, ustavení Švýcarska coby země dvou náboženství, změna uspořádání země v neprospěch protestantské strany a přes tři sta let trvající dominance katolických kantonů.